# Мантини (Кјети)
Мантини (итал. Mantini) је насеље у Италији у округу Кјети, региону Абруцо.
Према процени из 2011. у насељу је живело 33 становника. Насеље се налази на надморској висини од 82 м.